# Noah : Le sens de la gagne

Noah : Le sens de la gagne est un documentaire réalisé par Delphine Jaudeau et Vladimir de Fontenay, diffusé en 2022 sur Amazon Prime Video,,.

## Synopsis
Yannick Noah, l'homme aux 473 victoires, partage ses techniques et tactiques qui ont fait la différence tout au long de sa carrière, tout en révélant des histoires personnelles inédites. Ce documentaire retrace 4 décennies de tennis, de l'âge d'or des années 1980 à nos jours.

## Fiche technique
- Réalisation : Delphine Jaudeau et Vladimir de Fontenay
- Conseiller artistique : Kevin MacDonald
- Montage : Scott Stevenson, Nadine Verdier
- Archives : Rhodri Lowis
- Son : Francis Bernard
- Musique : Para One
- Producteur : Mathias Rubin
- Producteur associé : Thomas Berthon-Fischman
- Société de production : Récifilms[4]
- Pays d'origine : France
- Langue originale : français
- Format : couleur
- Genre : documentaire
- Dates de sortie : France : 20 mai 2022 sur Amazon Prime.